# Садок Персидский
Садо́к Персидский (сир. ܫܗܕܘܣܬ; Мар Шахдо́ст) — епископ Селевкии-Ктесифона, предстоятель Персидской церкви во время «великого гонения» шаха Шапура II в Сасанидской империи, казнённый вместе со многими своими последователями. Почитается в лике священномученика в Католической, Православной, дохалкидонских и доэфесских церквях.

## Биографические сведения

### Положение христиан в Сасанидской империи
Положение христиан в Персии значительно ухудшилось с переходом в христианство императора Римской империи Константина Великого. Возникшие у шахиншаха Шапура II (309—379) подозрения, что его подданные христиане могут симпатизировать своим единоверцам на западе привели к тому, что церковь подверглась серьёзным преследованиям.
В связи с римско-персидским военно-политическим противостоянием и принятием христианства в качестве государственной религии императором Константином, все христиане Персидской империи стали подозреваемыми в поддержке вражеского для Персии государства. В 339 году шах Шапур II обложил христианское население дополнительным налогом за освобождение от военной службы. Сбор податей был поручен епископу Селевкии Шимуну бар Саббаю. После того, как Шимун отказался, последовал приказ об его аресте и казни вместе с 5 епископами, со 100 священниками и с родной сестрой Тарбо.

### Мученичество
В соответствии с данными французского сиролога Жерома Лабура Шахдост преемник Шимуна бар Саббая был казнён в 342 году. Шахдост был арестован осенью 341 года в Селевкии во время пребывания там Шапура II вместе со 128-ю священниками, дьяконами, монахами и монахинями из города и его окрестностей. Спутники епископа были замучены 20 февраля, после пяти месяцев заключения, а Шахдоста отвезли в Бет-Лапат, где ему отрубили голову, вероятно, летом 342 года.

### Житие
В «Житиях святых» святителя Димитрия Ростовского, приводится свидетельства о мученичестве епископа Садока:

«На второй год гонения царь персидский Сапор прибыл в упомянутые города Салик и Ктизифон; в сие время пред ним оклеветали святого епископа Садока, имя которого обозначает: «царев друг», и действительно он от всей души своей и всею крепостию любил небесного Царя-Христа: он отличался великим воздержанием и был исполнен правды и веры; он подражал святому Симеону, после коего вступил на святительский престол. Тогда Сапор послал воинов, чтобы они взяли епископа вместе с его клиром; вместе с ними было схвачено много других христиан и черноризцев, всего 128; все они были связаны железными веригами и заключены в темнице, в месте мрачном, смрадном и страшном. Здесь в течение пяти месяцев они томились в невыносимых страданиях, ибо нечестивые слуги безбожного царя связывали каждого мученика по всему телу тонкими бичевами, сгибали при помощи дерева, так что кости страдальцев трещали и кожа их трескалась — столь сильные муки переносили святые.
Мучители при этом говорили:
— Поклонитесь солнцу и огню, исполните волю царя и останетесь живы.
Святой же Садок отвечал за всех:

— Мы — христиане, и поклоняемся Единому Богу, Творцу неба и земли; Ему мы и служим всей душою и всеми силами нашими; а солнцу и огню мы не покланяемся и не почитаем их, ибо они созданы на службу людям. Не послушаем мы царского повеления и не отступим от Бога нашего, не устрашимся смерти, которая приводит нас из сей временной и суетной жизни в вечное царство; итак не медлите, убейте нас, не жалейте крови нашей, уже не раз проливавшейся пред вашими глазами».